# Xanthostha
Xanthostha é um gênero de traça pertencente à família Arctiidae.